# Lijst van vissen A
Deze lijst van vissen A bevat alle vissen beginnende met de letter A zoals opgenomen in FishBase. De lijst is gebaseerd op de wetenschappelijke naam van de vissoort. Voor de overige namen zie: Lijst van alle vissen.
1. Aaptosyax grypus
2. Abalistes filamentosus
3. Abalistes stellaris
4. Abalistes stellatus
5. Abbottina binhi
6. Abbottina liaoningensis
7. Abbottina obtusirostris
8. Abbottina rivularis
9. Abbottina springeri
10. Ablabys binotatus
11. Ablabys macracanthus
12. Ablabys taenianotus
13. Ablennes hians
14. Aboma etheostoma
15. Aborichthys elongatus
16. Aborichthys garoensis
17. Aborichthys kempi
18. Abramis brama
19. Abramis sapa
20. Abramites eques
21. Abramites hypselonotus
22. Abudefduf abdominalis
23. Abudefduf bengalensis
24. Abudefduf concolor
25. Abudefduf conformis
26. Abudefduf declivifrons
27. Abudefduf hoefleri
28. Abudefduf lorenzi
29. Abudefduf luridus
30. Abudefduf margariteus
31. Abudefduf natalensis
32. Abudefduf notatus
33. Abudefduf saxatilis
34. Abudefduf septemfasciatus
35. Abudefduf sexfasciatus
36. Abudefduf sordidus
37. Abudefduf sparoides
38. Abudefduf taurus
39. Abudefduf troschelii
40. Abudefduf vaigiensis
41. Abudefduf whitleyi
42. Abyssoberyx levisquamosus
43. Abyssobrotula galatheae
44. Abyssocottus elochini
45. Abyssocottus gibbosus
46. Abyssocottus korotneffi
47. Acanthalburnus microlepis
48. Acanthalburnus urmianus
49. Acanthaluteres brownii
50. Acanthaluteres spilomelanurus
51. Acanthaluteres vittiger
52. Acanthanectes hystrix
53. Acanthanectes rufus
54. Acanthaphritis barbata
55. Acanthaphritis grandisquamis
56. Acanthaphritis ozawai
57. Acanthaphritis unoorum
58. Acantharchus pomotis
59. Acanthemblemaria aspera
60. Acanthemblemaria atrata
61. Acanthemblemaria balanorum
62. Acanthemblemaria betinensis
63. Acanthemblemaria castroi
64. Acanthemblemaria chaplini
65. Acanthemblemaria crockeri
66. Acanthemblemaria cubana
67. Acanthemblemaria exilispinus
68. Acanthemblemaria greenfieldi
69. Acanthemblemaria hancocki
70. Acanthemblemaria harpeza
71. Acanthemblemaria johnsoni
72. Acanthemblemaria macrospilus
73. Acanthemblemaria mangognatha
74. Acanthemblemaria maria
75. Acanthemblemaria medusa
76. Acanthemblemaria paula
77. Acanthemblemaria rivasi
78. Acanthemblemaria spinosa
79. Acanthemblemaria stephensi
80. Acanthicus adonis
81. Acanthicus hystrix
82. Acanthistius brasilianus
83. Acanthistius cinctus
84. Acanthistius fuscus
85. Acanthistius ocellatus
86. Acanthistius pardalotus
87. Acanthistius patachonicus
88. Acanthistius paxtoni
89. Acanthistius pictus
90. Acanthistius sebastoides
91. Acanthistius serratus
92. Acanthobrama centisquama
93. Acanthobrama hadiyahensis
94. Acanthobrama hulensis
95. Acanthobrama lissneri
96. Acanthobrama marmid
97. Acanthobrama mirabilis
98. Acanthobrama telavivensis
99. Acanthobrama terraesanctae
100. Acanthobrama tricolor
101. Acanthobunocephalus nicoi
102. Acanthocepola abbreviata
103. Acanthocepola indica
104. Acanthocepola krusensternii
105. Acanthocepola limbata
106. Acanthochaenus luetkenii
107. Acanthocharax microlepis
108. Acanthochromis polyacanthus
109. Acanthocleithron chapini
110. Acanthoclinus fuscus
111. Acanthoclinus littoreus
112. Acanthoclinus marilynae
113. Acanthoclinus matti
114. Acanthoclinus rua
115. Acanthocobitis botia
116. Acanthocobitis rubidipinnis
117. Acanthocobitis urophthalmus
118. Acanthocobitis zonalternans
119. Acanthocybium solandri
120. Acanthodoras cataphractus
121. Acanthodoras depressus
122. Acanthodoras spinosissimus
123. Acanthodraco dewitti
124. Acanthogobio guentheri
125. Acanthogobius flavimanus
126. Acanthogobius hasta
127. Acanthogobius lactipes
128. Acanthogobius luridus
129. Acantholabrus palloni
130. Acantholingua ohridana
131. Acantholiparis caecus
132. Acantholiparis opercularis
133. Acantholumpenus mackayi
134. Acanthonus armatus
135. Acanthopagrus akazakii
136. Acanthopagrus australis
137. Acanthopagrus berda
138. Acanthopagrus bifasciatus
139. Acanthopagrus butcheri
140. Acanthopagrus chinshira
141. Acanthopagrus latus
142. Acanthopagrus palmaris
143. Acanthopagrus schlegelii czerskii
144. Acanthopagrus schlegelii schlegelii
145. Acanthopagrus sivicolus
146. Acanthopagrus taiwanensis
147. Acanthoplesiops echinatus
148. Acanthoplesiops hiatti
149. Acanthoplesiops indicus
150. Acanthoplesiops psilogaster
151. Acanthopoma annectens
152. Acanthopsetta nadeshnyi
153. Acanthopsoides delphax
154. Acanthopsoides gracilentus
155. Acanthopsoides gracilis
156. Acanthopsoides hapalias
157. Acanthopsoides molobrion
158. Acanthopsoides robertsi
159. Acanthorhodeus chankaensis
160. Acanthosphex leurynnis
161. Acanthostracion guineensis
162. Acanthostracion notacanthus
163. Acanthostracion polygonius
164. Acanthostracion quadricornis
165. Acanthurus achilles
166. Acanthurus albipectoralis
167. Acanthurus auranticavus
168. Acanthurus bahianus
169. Acanthurus bariene
170. Acanthurus blochii
171. Acanthurus chirurgus
172. Acanthurus chronixis
173. Acanthurus coeruleus
174. Acanthurus dussumieri
175. Acanthurus fowleri
176. Acanthurus gahhm
177. Acanthurus grammoptilus
178. Acanthurus guttatus
179. Acanthurus japonicus
180. Acanthurus leucocheilus
181. Acanthurus leucopareius
182. Acanthurus leucosternon
183. Acanthurus lineatus
184. Acanthurus maculiceps
185. Acanthurus mata
186. Acanthurus monroviae
187. Acanthurus nigricans
188. Acanthurus nigricauda
189. Acanthurus nigrofuscus
190. Acanthurus nigroris
191. Acanthurus nubilus
192. Acanthurus olivaceus
193. Acanthurus polyzona
194. Acanthurus pyroferus
195. Acanthurus randalli
196. Acanthurus reversus
197. Acanthurus sohal
198. Acanthurus tennentii
199. Acanthurus thompsoni
200. Acanthurus triostegus
201. Acanthurus tristis
202. Acanthurus xanthopterus
203. Acantopsis arenae
204. Acantopsis choirorhynchos
205. Acantopsis dialuzona
206. Acantopsis multistigmatus
207. Acantopsis octoactinotos
208. Acantopsis thiemmedhi
209. Acapoeta tanganicae
210. Acarichthys heckelii
211. Acarobythites larsonae
212. Acaronia nassa
213. Acaronia vultuosa
214. Acentrogobius audax
215. Acentrogobius bifrenatus
216. Acentrogobius bontii
217. Acentrogobius caninus
218. Acentrogobius chlorostigmatoides
219. Acentrogobius cyanomos
220. Acentrogobius dayi
221. Acentrogobius ennorensis
222. Acentrogobius frenatus
223. Acentrogobius griseus
224. Acentrogobius janthinopterus
225. Acentrogobius masoni
226. Acentrogobius multifasciatus
227. Acentrogobius pellidebilis
228. Acentrogobius pflaumii
229. Acentrogobius pyrops
230. Acentrogobius simplex
231. Acentrogobius suluensis
232. Acentrogobius therezieni
233. Acentrogobius viganensis
234. Acentrogobius viridipunctatus
235. Acentronichthys leptos
236. Acentronura australe
237. Acentronura dendritica
238. Acentronura gracilissima
239. Acentronura larsonae
240. Acentronura tentaculata
241. Acentrophryne dolichonema
242. Acentrophryne longidens
243. Acestridium colombiense
244. Acestridium dichromum
245. Acestridium discus
246. Acestridium martini
247. Acestridium triplax
248. Acestrocephalus acutus
249. Acestrocephalus anomalus
250. Acestrocephalus boehlkei
251. Acestrocephalus ginesi
252. Acestrocephalus maculosus
253. Acestrocephalus nigrifasciatus
254. Acestrocephalus pallidus
255. Acestrocephalus sardina
256. Acestrocephalus stigmatus
257. Acestrorhynchus abbreviatus
258. Acestrorhynchus altus
259. Acestrorhynchus apurensis
260. Acestrorhynchus britskii
261. Acestrorhynchus falcatus
262. Acestrorhynchus falcirostris
263. Acestrorhynchus grandoculis
264. Acestrorhynchus heterolepis
265. Acestrorhynchus isalineae
266. Acestrorhynchus lacustris
267. Acestrorhynchus maculipinna
268. Acestrorhynchus microlepis
269. Acestrorhynchus minimus
270. Acestrorhynchus nasutus
271. Acestrorhynchus pantaneiro
272. Acheilognathus asmussii
273. Acheilognathus barbatulus
274. Acheilognathus barbatus
275. Acheilognathus binidentatus
276. Acheilognathus brevicaudatus
277. Acheilognathus cyanostigma
278. Acheilognathus deignani
279. Acheilognathus elongatoides
280. Acheilognathus elongatus
281. Acheilognathus fasciodorsalis
282. Acheilognathus gracilis
283. Acheilognathus hondae
284. Acheilognathus hypselonotus
285. Acheilognathus imberbis
286. Acheilognathus imfasciodorsalis
287. Acheilognathus koreensis
288. Acheilognathus kyphus
289. Acheilognathus longibarbatus
290. Acheilognathus longipinnis
291. Acheilognathus macromandibularis
292. Acheilognathus macropterus
293. Acheilognathus majusculus
294. Acheilognathus melanogaster
295. Acheilognathus meridianus
296. Acheilognathus mesembrinum
297. Acheilognathus microphysa
298. Acheilognathus omeiensis
299. Acheilognathus peihoensis
300. Acheilognathus polylepis
301. Acheilognathus polyspinus
302. Acheilognathus rhombeus
303. Acheilognathus signifer
304. Acheilognathus somjinensis
305. Acheilognathus tabira erythropterus
306. Acheilognathus tabira jordani
307. Acheilognathus tabira nakamurae
308. Acheilognathus tabira tabira
309. Acheilognathus tabira tohokuensis
310. Acheilognathus taenianalis
311. Acheilognathus tonkinensis
312. Acheilognathus typus
313. Acheilognathus yamatsutae
314. Achiroides leucorhynchos
315. Achiroides melanorhynchus
316. Achiropsetta slavae
317. Achiropsetta tricholepis
318. Achirus achirus
319. Achirus declivis
320. Achirus klunzingeri
321. Achirus lineatus
322. Achirus mazatlanus
323. Achirus novoae
324. Achirus scutum
325. Achirus zebrinus
326. Achoerodus gouldii
327. Achoerodus viridis
328. Achondrostoma arcasii
329. Achondrostoma occidentale
330. Achondrostoma oligolepis
331. Achondrostoma salmantinum
332. Acinocheirodon melanogramma
333. Acipenser baerii baerii
334. Acipenser baerii baicalensis
335. Acipenser brevirostrum
336. Acipenser dabryanus
337. Acipenser fulvescens
338. Acipenser gueldenstaedtii
339. Acipenser medirostris
340. Acipenser mikadoi
341. Acipenser multiscutatus
342. Acipenser naccarii
343. Acipenser nudiventris
344. Acipenser oxyrinchus desotoi
345. Acipenser oxyrinchus oxyrinchus
346. Acipenser persicus
347. Acipenser ruthenus
348. Acipenser schrenckii
349. Acipenser sinensis
350. Acipenser stellatus
351. Acipenser sturio
352. Acipenser transmontanus
353. Acnodon normani
354. Acnodon oligacanthus
355. Acnodon senai
356. Acreichthys hajam
357. Acreichthys radiatus
358. Acreichthys tomentosus
359. Acrobrycon ipanquianus
360. Acrobrycon tarijae
361. Acrocheilus alutaceus
362. Acrochordonichthys chamaeleon
363. Acrochordonichthys falcifer
364. Acrochordonichthys guttatus
365. Acrochordonichthys gyrinus
366. Acrochordonichthys ischnosoma
367. Acrochordonichthys mahakamensis
368. Acrochordonichthys pachyderma
369. Acrochordonichthys rugosus
370. Acrochordonichthys septentrionalis
371. Acrochordonichthys strigosus
372. Acromycter alcocki
373. Acromycter atlanticus
374. Acromycter longipectoralis
375. Acromycter nezumi
376. Acromycter perturbator
377. Acropoma argentistigma
378. Acropoma boholensis
379. Acropoma hanedai
380. Acropoma japonicum
381. Acropoma lecorneti
382. Acrossocheilus aluoiensis
383. Acrossocheilus baolacensis
384. Acrossocheilus beijiangensis
385. Acrossocheilus clivosius
386. Acrossocheilus fasciatus
387. Acrossocheilus formosanus
388. Acrossocheilus hemispinus
389. Acrossocheilus iridescens
390. Acrossocheilus jishouensis
391. Acrossocheilus kreyenbergii
392. Acrossocheilus labiatus
393. Acrossocheilus lamus
394. Acrossocheilus longipinnis
395. Acrossocheilus macrophthalmus
396. Acrossocheilus malacopterus
397. Acrossocheilus monticola
398. Acrossocheilus paradoxus
399. Acrossocheilus parallens
400. Acrossocheilus rendahli
401. Acrossocheilus spinifer
402. Acrossocheilus stenotaeniatus
403. Acrossocheilus wenchowensis
404. Acrossocheilus xamensis
405. Acrossocheilus yalyensis
406. Acrossocheilus yunnanensis
407. Aculeola nigra
408. Acyrtops amplicirrus
409. Acyrtops beryllinus
410. Acyrtus artius
411. Acyrtus pauciradiatus
412. Acyrtus rubiginosus
413. Adamas formosus
414. Adelosebastes latens
415. Adinia xenica
416. Adontosternarchus balaenops
417. Adontosternarchus clarkae
418. Adontosternarchus devenanzii
419. Adontosternarchus nebulosus
420. Adontosternarchus sachsi
421. Adrianichthys kruyti
422. Adrianichthys roseni
423. Adventor elongatus
424. Aeoliscus punctulatus
425. Aeoliscus strigatus
426. Aequidens biseriatus
427. Aequidens chimantanus
428. Aequidens coeruleopunctatus
429. Aequidens diadema
430. Aequidens epae
431. Aequidens gerciliae
432. Aequidens hoehnei
433. Aequidens latifrons
434. Aequidens mauesanus
435. Aequidens metae
436. Aequidens michaeli
437. Aequidens pallidus
438. Aequidens paloemeuensis
439. Aequidens patricki
440. Aequidens plagiozonatus
441. Aequidens potaroensis
442. Aequidens pulcher
443. Aequidens rivulatus
444. Aequidens rondoni
445. Aequidens sapayensis
446. Aequidens tetramerus
447. Aequidens tubicen
448. Aequidens viridis
449. Aesopia cornuta
450. Aetapcus maculatus
451. Aethaloperca rogaa
452. Aethotaxis mitopteryx mitopteryx
453. Aethotaxis mitopteryx pawsoni
454. Aetobatus flagellum
455. Aetobatus guttatus
456. Aetobatus narinari
457. Aetobatus ocellatus
458. Aetomylaeus maculatus
459. Aetomylaeus milvus
460. Aetomylaeus nichofii
461. Aetomylaeus vespertilio
462. Aetoplatea tentaculata
463. Aetoplatea zonura
464. Afronandus sheljuzhkoi
465. Afurcagobius suppositus
466. Afurcagobius tamarensis
467. Agamyxis albomaculatus
468. Agamyxis pectinifrons
469. Ageneiosus atronasus
470. Ageneiosus brevis
471. Ageneiosus inermis
472. Ageneiosus magoi
473. Ageneiosus marmoratus
474. Ageneiosus militaris
475. Ageneiosus pardalis
476. Ageneiosus piperatus
477. Ageneiosus polystictus
478. Ageneiosus ucayalensis
479. Ageneiosus vittatus
480. Agoniates anchovia
481. Agoniates halecinus
482. Agonomalus jordani
483. Agonomalus mozinoi
484. Agonomalus proboscidalis
485. Agonopsis asperoculis
486. Agonopsis chiloensis
487. Agonopsis sterletus
488. Agonopsis vulsa
489. Agonostomus catalai
490. Agonostomus monticola
491. Agonostomus telfairii
492. Agonus cataphractus
493. Agrostichthys parkeri
494. Aguarunichthys inpai
495. Aguarunichthys tocantinsensis
496. Aguarunichthys torosus
497. Ahlia egmontis
498. Ahliesaurus berryi
499. Ahliesaurus brevis
500. Aiakas kreffti
501. Aiakas zinorum
502. Aidablennius sphynx
503. Ailia coila
504. Ailiichthys punctata
505. Aioliops brachypterus
506. Aioliops megastigma
507. Aioliops novaeguineae
508. Aioliops tetrophthalmus
509. Akarotaxis nudiceps
510. Akihito futuna
511. Akihito vanuatu
512. Akko brevis
513. Akko dionaea
514. Akko rossi
515. Akysis brachybarbatus
516. Akysis clavulus
517. Akysis clinatus
518. Akysis ephippifer
519. Akysis fuliginatus
520. Akysis galeatus
521. Akysis hendricksoni
522. Akysis heterurus
523. Akysis longifilis
524. Akysis maculipinnis
525. Akysis manipurensis
526. Akysis microps
527. Akysis pictus
528. Akysis prashadi
529. Akysis pulvinatus
530. Akysis recavus
531. Akysis scorteus
532. Akysis subtilis
533. Akysis variegatus
534. Akysis varius
535. Akysis vespa
536. Alabes bathys
537. Alabes brevis
538. Alabes dorsalis
539. Alabes elongata
540. Alabes gibbosa
541. Alabes hoesei
542. Alabes obtusirostris
543. Alabes occidentalis
544. Alabes parvula
545. Alabes scotti
546. Alabes springeri
547. Albatrossia pectoralis
548. Albula argentea
549. Albula forsteri
550. Albula glossodonta
551. Albula nemoptera
552. Albula neoguinaica
553. Albula oligolepis
554. Albula virgata
555. Albula vulpes
556. Albulichthys albuloides
557. Alburnoides bipunctatus
558. Alburnoides oblongus
559. Alburnoides taeniatus
560. Alburnus akili
561. Alburnus albidus
562. Alburnus alburnus
563. Alburnus arborella
564. Alburnus atropatenae
565. Alburnus attalus
566. Alburnus baliki
567. Alburnus battalgilae
568. Alburnus belvica
569. Alburnus caeruleus
570. Alburnus chalcoides
571. Alburnus danubicus
572. Alburnus demiri
573. Alburnus doriae
574. Alburnus escherichii
575. Alburnus filippii
576. Alburnus heckeli
577. Alburnus hohenackeri
578. Alburnus leobergi
579. Alburnus mento
580. Alburnus mossulensis
581. Alburnus nasreddini
582. Alburnus orontis
583. Alburnus qalilus
584. Alburnus sarmaticus
585. Alburnus sellal
586. Alburnus tarichi
587. Alburnus vistonicus
588. Alburnus volviticus
589. Alcichthys alcicornis
590. Alcichthys elongatus
591. Alcockia rostrata
592. Alcolapia alcalicus
593. Alcolapia grahami
594. Alcolapia latilabris
595. Alcolapia ndalalani
596. Aldrichetta forsteri
597. Aldrovandia affinis
598. Aldrovandia gracilis
599. Aldrovandia mediorostris
600. Aldrovandia oleosa
601. Aldrovandia phalacra
602. Aldrovandia rostrata
603. Alectis alexandrinus
604. Alectis ciliaris
605. Alectis indica
606. Alectrias alectrolophus
607. Alectrias benjamini
608. Alectrias cirratus
609. Alectrias gallinus
610. Alectrias mutsuensis
611. Alectridium aurantiacum
612. Alepes apercna
613. Alepes djedaba
614. Alepes kleinii
615. Alepes melanoptera
616. Alepes vari
617. Alepidomus evermanni
618. Alepisaurus brevirostris
619. Alepisaurus ferox
620. Alepocephalus agassizii
621. Alepocephalus andersoni
622. Alepocephalus antipodianus
623. Alepocephalus asperifrons
624. Alepocephalus australis
625. Alepocephalus bairdii
626. Alepocephalus bicolor
627. Alepocephalus blanfordii
628. Alepocephalus dentifer
629. Alepocephalus fundulus
630. Alepocephalus longiceps
631. Alepocephalus longirostris
632. Alepocephalus melas
633. Alepocephalus owstoni
634. Alepocephalus planifrons
635. Alepocephalus productus
636. Alepocephalus rostratus
637. Alepocephalus tenebrosus
638. Alepocephalus triangularis
639. Alepocephalus umbriceps
640. Alertichthys blacki
641. Alestes ansorgii
642. Alestes baremoze
643. Alestes bartoni
644. Alestes batesii
645. Alestes bouboni
646. Alestes comptus
647. Alestes dentex
648. Alestes humilis
649. Alestes liebrechtsii
650. Alestes macrophthalmus
651. Alestes peringueyi
652. Alestes schoutedeni
653. Alestes stuhlmannii
654. Alestes tessmanni
655. Alestopetersius brichardi
656. Alestopetersius caudalis
657. Alestopetersius compressus
658. Alestopetersius hilgendorfi
659. Alestopetersius leopoldianus
660. Alestopetersius nigropterus
661. Alestopetersius smykalai
662. Alfaro cultratus
663. Alfaro huberi
664. Algansea aphanea
665. Algansea avia
666. Algansea barbata
667. Algansea lacustris
668. Algansea monticola
669. Algansea popoche
670. Algansea tincella
671. Allenbatrachus grunniens
672. Allenbatrachus meridionalis
673. Allenbatrachus reticulatus
674. Allenichthys glauerti
675. Allips concolor
676. Alloblennius anuchalis
677. Alloblennius jugularis
678. Alloblennius parvus
679. Alloblennius pictus
680. Allocareproctus jordani
681. Allocareproctus kallaion
682. Allocareproctus tanix
683. Allocareproctus unangas
684. Allocareproctus ungak
685. Alloclinus holderi
686. Allocyttus folletti
687. Allocyttus guineensis
688. Allocyttus niger
689. Allocyttus verrucosus
690. Allodontichthys hubbsi
691. Allodontichthys polylepis
692. Allodontichthys tamazulae
693. Allodontichthys zonistius
694. Allomicrodesmus dorotheae
695. Allomogurnda flavimarginata
696. Allomogurnda hoesei
697. Allomogurnda insularis
698. Allomogurnda landfordi
699. Allomogurnda montana
700. Allomogurnda nesolepis
701. Allomogurnda papua
702. Allomogurnda sampricei
703. Allomycterus pilatus
704. Allomycterus whiteleyi
705. Alloophorus robustus
706. Allosmerus elongatus
707. Allothunnus fallai
708. Allotoca catarinae
709. Allotoca diazi
710. Allotoca dugesii
711. Allotoca goslinei
712. Allotoca maculata
713. Allotoca meeki
714. Allotoca zacapuensis
715. Alopias pelagicus
716. Alopias superciliosus
717. Alopias vulpinus
718. Alosa aestivalis
719. Alosa agone
720. Alosa alabamae
721. Alosa alosa
722. Alosa braschnikowi
723. Alosa caspia caspia
724. Alosa caspia knipowitschi
725. Alosa caspia persica
726. Alosa chrysochloris
727. Alosa fallax
728. Alosa immaculata
729. Alosa kessleri
730. Alosa macedonica
731. Alosa maeotica
732. Alosa mediocris
733. Alosa pseudoharengus
734. Alosa sapidissima
735. Alosa saposchnikowii
736. Alosa sphaerocephala
737. Alosa tanaica
738. Alosa vistonica
739. Alosa volgensis
740. Alphestes afer
741. Alphestes immaculatus
742. Alphestes multiguttatus
743. Alticorpus geoffreyi
744. Alticorpus macrocleithrum
745. Alticorpus mentale
746. Alticorpus peterdaviesi
747. Alticorpus profundicola
748. Alticus anjouanae
749. Alticus arnoldorum
750. Alticus kirkii
751. Alticus monochrus
752. Alticus montanoi
753. Alticus saliens
754. Alticus sertatus
755. Alticus simplicirrus
756. Altolamprologus calvus
757. Altolamprologus compressiceps
758. Altrichthys azurelineatus
759. Altrichthys curatus
760. Aluterus heudelotii
761. Aluterus maculosus
762. Aluterus monoceros
763. Aluterus schoepfii
764. Aluterus scriptus
765. Aluterus velutinus
766. Amanses scopas
767. Amaralia hypsiura
768. Amarginops platus
769. Amarsipus carlsbergi
770. Amatitlania coatepeque
771. Amatitlania kanna
772. Amatitlania nigrofasciata
773. Amatitlania siquia
774. Amazonsprattus scintilla
775. Ambassis agassizii
776. Ambassis agrammus
777. Ambassis ambassis
778. Ambassis buruensis
779. Ambassis buton
780. Ambassis dussumieri
781. Ambassis elongatus
782. Ambassis fontoynonti
783. Ambassis gymnocephalus
784. Ambassis interrupta
785. Ambassis jacksoniensis
786. Ambassis kopsii
787. Ambassis macleayi
788. Ambassis macracanthus
789. Ambassis marianus
790. Ambassis miops
791. Ambassis muelleri
792. Ambassis nalua
793. Ambassis natalensis
794. Ambassis productus
795. Ambassis urotaenia
796. Ambassis vachellii
797. Ambiserrula jugosa
798. Ambloplites ariommus
799. Ambloplites cavifrons
800. Ambloplites constellatus
801. Ambloplites rupestris
802. Amblyceps apangi
803. Amblyceps arunchalensis
804. Amblyceps caecutiens
805. Amblyceps carinatum
806. Amblyceps foratum
807. Amblyceps laticeps
808. Amblyceps macropterus
809. Amblyceps mangois
810. Amblyceps mucronatum
811. Amblyceps murraystuarti
812. Amblyceps platycephalus
813. Amblyceps serratum
814. Amblyceps tenuispinis
815. Amblyceps variegatum
816. Amblychaeturichthys hexanema
817. Amblychaeturichthys sciistius
818. Amblycirrhitus bimacula
819. Amblycirrhitus earnshawi
820. Amblycirrhitus oxyrhynchos
821. Amblycirrhitus pinos
822. Amblycirrhitus unimacula
823. Amblydoras affinis
824. Amblydoras bolivarensis
825. Amblydoras gonzalezi
826. Amblydoras hancockii
827. Amblydoras monitor
828. Amblydoras nauticus
829. Amblyeleotris arcupinna
830. Amblyeleotris aurora
831. Amblyeleotris bellicauda
832. Amblyeleotris biguttata
833. Amblyeleotris bleekeri
834. Amblyeleotris callopareia
835. Amblyeleotris delicatulus
836. Amblyeleotris diagonalis
837. Amblyeleotris downingi
838. Amblyeleotris ellipse
839. Amblyeleotris fasciata
840. Amblyeleotris fontanesii
841. Amblyeleotris guttata
842. Amblyeleotris gymnocephala
843. Amblyeleotris harrisorum
844. Amblyeleotris japonica
845. Amblyeleotris katherine
846. Amblyeleotris latifasciata
847. Amblyeleotris macronema
848. Amblyeleotris marquesas
849. Amblyeleotris masuii
850. Amblyeleotris melanocephala
851. Amblyeleotris morishitai
852. Amblyeleotris neumanni
853. Amblyeleotris novaecaledoniae
854. Amblyeleotris ogasawarensis
855. Amblyeleotris periophthalma
856. Amblyeleotris randalli
857. Amblyeleotris rhyax
858. Amblyeleotris rubrimarginata
859. Amblyeleotris steinitzi
860. Amblyeleotris stenotaeniata
861. Amblyeleotris sungami
862. Amblyeleotris taipinensis
863. Amblyeleotris triguttata
864. Amblyeleotris wheeleri
865. Amblyeleotris yanoi
866. Amblygaster clupeoides
867. Amblygaster leiogaster
868. Amblygaster sirm
869. Amblyglyphidodon aureus
870. Amblyglyphidodon batunai
871. Amblyglyphidodon curacao
872. Amblyglyphidodon flavilatus
873. Amblyglyphidodon indicus
874. Amblyglyphidodon leucogaster
875. Amblyglyphidodon melanopterus
876. Amblyglyphidodon orbicularis
877. Amblyglyphidodon ternatensis
878. Amblygobius albimaculatus
879. Amblygobius buanensis
880. Amblygobius bynoensis
881. Amblygobius decussatus
882. Amblygobius esakiae
883. Amblygobius hectori
884. Amblygobius linki
885. Amblygobius magnusi
886. Amblygobius nocturnus
887. Amblygobius phalaena
888. Amblygobius rainfordi
889. Amblygobius semicinctus
890. Amblygobius sphynx
891. Amblygobius stethophthalmus
892. Amblygobius tekomaji
893. Amblyopsis rosae
894. Amblyopsis spelaea
895. Amblyotrypauchen arctocephalus
896. Amblypharyngodon atkinsonii
897. Amblypharyngodon chulabhornae
898. Amblypharyngodon melettinus
899. Amblypharyngodon microlepis
900. Amblypharyngodon mola
901. Amblypomacentrus breviceps
902. Amblypomacentrus clarus
903. Amblyraja badia
904. Amblyraja doellojuradoi
905. Amblyraja frerichsi
906. Amblyraja georgiana
907. Amblyraja hyperborea
908. Amblyraja jenseni
909. Amblyraja radiata
910. Amblyraja reversa
911. Amblyraja robertsi
912. Amblyraja taaf
913. Amblyrhynchichthys micracanthus
914. Amblyrhynchichthys truncatus
915. Amblyrhynchotes honckenii
916. Amblyrhynchotes rufopunctatus
917. Ambophthalmos angustus
918. Ambophthalmos eurystigmatephoros
919. Ambophthalmos magnicirrus
920. Ameca splendens
921. Ameiurus brunneus
922. Ameiurus catus
923. Ameiurus melas
924. Ameiurus natalis
925. Ameiurus nebulosus
926. Ameiurus platycephalus
927. Ameiurus serracanthus
928. Amia calva
929. Amissidens hainesi
930. Ammocrypta beanii
931. Ammocrypta bifascia
932. Ammocrypta clara
933. Ammocrypta meridiana
934. Ammocrypta pellucida
935. Ammocrypta vivax
936. Ammocryptocharax elegans
937. Ammocryptocharax lateralis
938. Ammocryptocharax minutus
939. Ammocryptocharax vintonae
940. Ammodytes americanus
941. Ammodytes dubius
942. Ammodytes hexapterus
943. Ammodytes marinus
944. Ammodytes personatus
945. Ammodytes tobianus
946. Ammodytoides gilli
947. Ammodytoides kimurai
948. Ammodytoides leptus
949. Ammodytoides pylei
950. Ammodytoides renniei
951. Ammodytoides vagus
952. Ammoglanis diaphanus
953. Ammoglanis pulex
954. Ammolabrus dicrus
955. Ammotretis brevipinnis
956. Ammotretis elongatus
957. Ammotretis lituratus
958. Ammotretis macrolepis
959. Ammotretis rostratus
960. Amniataba affinis
961. Amniataba caudavittata
962. Amniataba percoides
963. Amoya gracilis
964. Amoya madraspatensis
965. Amoya moloanus
966. Amoya signatus
967. Amphiarius phrygiatus
968. Amphiarius rugispinis
969. Amphichaetodon howensis
970. Amphichaetodon melbae
971. Amphichthys cryptocentrus
972. Amphichthys hildebrandi
973. Amphichthys rubigenis
974. Amphilius atesuensis
975. Amphilius brevis
976. Amphilius caudosignatus
977. Amphilius chalei
978. Amphilius cryptobullatus
979. Amphilius dimonikensis
980. Amphilius jacksonii
981. Amphilius kakrimensis
982. Amphilius kivuensis
983. Amphilius korupi
984. Amphilius lamani
985. Amphilius lampei
986. Amphilius laticaudatus
987. Amphilius lentiginosus
988. Amphilius longirostris
989. Amphilius maesii
990. Amphilius mamonekenensis
991. Amphilius natalensis
992. Amphilius opisthophthalmus
993. Amphilius platychir
994. Amphilius pulcher
995. Amphilius rheophilus
996. Amphilius uranoscopus
997. Amphilius zairensis
998. Amphilophus alfari
999. Amphilophus altifrons
1000. Amphilophus amarillo
1001. Amphilophus astorquii
1002. Amphilophus bussingi
1003. Amphilophus calobrensis
1004. Amphilophus chancho
1005. Amphilophus citrinellus
1006. Amphilophus diquis
1007. Amphilophus flaveolus
1008. Amphilophus hogaboomorum
1009. Amphilophus labiatus
1010. Amphilophus longimanus
1011. Amphilophus lyonsi
1012. Amphilophus macracanthus
1013. Amphilophus margaritifer
1014. Amphilophus nourissati
1015. Amphilophus rhytisma
1016. Amphilophus robertsoni
1017. Amphilophus rostratus
1018. Amphilophus sagittae
1019. Amphilophus xiloaensis
1020. Amphilophus zaliosus
1021. Amphiprion akallopisos
1022. Amphiprion akindynos
1023. Amphiprion allardi
1024. Amphiprion barberi
1025. Amphiprion bicinctus
1026. Amphiprion chagosensis
1027. Amphiprion chrysogaster
1028. Amphiprion chrysopterus
1029. Amphiprion clarkii
1030. Amphiprion ephippium
1031. Amphiprion frenatus
1032. Amphiprion fuscocaudatus
1033. Amphiprion latezonatus
1034. Amphiprion latifasciatus
1035. Amphiprion leucokranos
1036. Amphiprion mccullochi
1037. Amphiprion melanopus
1038. Amphiprion nigripes
1039. Amphiprion ocellaris
1040. Amphiprion omanensis
1041. Amphiprion percula
1042. Amphiprion perideraion
1043. Amphiprion polymnus
1044. Amphiprion rubrocinctus
1045. Amphiprion sandaracinos
1046. Amphiprion sebae
1047. Amphiprion thiellei
1048. Amphiprion tricinctus
1049. Amphistichus argenteus
1050. Amphistichus koelzi
1051. Amphistichus rhodoterus
1052. Anabarilius alburnops
1053. Anabarilius andersoni
1054. Anabarilius brevianalis
1055. Anabarilius duoyiheensis
1056. Anabarilius grahami
1057. Anabarilius liui chenghaiensis
1058. Anabarilius liui liui
1059. Anabarilius liui yalongensis
1060. Anabarilius liui yiliangensis
1061. Anabarilius longicaudatus
1062. Anabarilius macrolepis
1063. Anabarilius maculatus
1064. Anabarilius paucirastellus
1065. Anabarilius polylepis
1066. Anabarilius qiluensis
1067. Anabarilius qionghaiensis
1068. Anabarilius songmingensis
1069. Anabarilius transmontanus
1070. Anabarilius xundianensis
1071. Anabarilius yangzonensis
1072. Anabas cobojius
1073. Anabas testudineus
1074. Anableps anableps
1075. Anableps dowei
1076. Anableps microlepis
1077. Anacanthobatis americanus
1078. Anacanthobatis borneensis
1079. Anacanthobatis donghaiensis
1080. Anacanthobatis folirostris
1081. Anacanthobatis longirostris
1082. Anacanthobatis marmoratus
1083. Anacanthobatis melanosoma
1084. Anacanthobatis nanhaiensis
1085. Anacanthobatis ori
1086. Anacanthobatis stenosoma
1087. Anacanthus barbatus
1088. Anadoras grypus
1089. Anadoras insculptus
1090. Anadoras regani
1091. Anadoras weddellii
1092. Anaecypris hispanica
1093. Anampses caeruleopunctatus
1094. Anampses chrysocephalus
1095. Anampses cuvier
1096. Anampses elegans
1097. Anampses femininus
1098. Anampses geographicus
1099. Anampses lennardi
1100. Anampses lineatus
1101. Anampses melanurus
1102. Anampses meleagrides
1103. Anampses neoguinaicus
1104. Anampses twistii
1105. Anampses viridis
1106. Anaora tentaculata
1107. Anarchias allardicei
1108. Anarchias cantonensis
1109. Anarchias euryurus
1110. Anarchias galapagensis
1111. Anarchias leucurus
1112. Anarchias longicaudis
1113. Anarchias maldiviensis
1114. Anarchias seychellensis
1115. Anarchias similis
1116. Anarchias supremus
1117. Anarchopterus criniger
1118. Anarchopterus tectus
1119. Anarhichas denticulatus
1120. Anarhichas lupus
1121. Anarhichas minor
1122. Anarhichas orientalis
1123. Anarrhichthys ocellatus
1124. Anaspidoglanis akiri
1125. Anaspidoglanis boutchangai
1126. Anaspidoglanis macrostomus
1127. Anatirostrum profundorum
1128. Anatolanthias apiomycter
1129. Ancharius fuscus
1130. Ancharius griseus
1131. Ancherythroculter daovantieni
1132. Ancherythroculter kurematsui
1133. Ancherythroculter lini
1134. Ancherythroculter nigrocauda
1135. Ancherythroculter wangi
1136. Anchichoerops natalensis
1137. Anchoa analis
1138. Anchoa argentivittata
1139. Anchoa belizensis
1140. Anchoa cayorum
1141. Anchoa chamensis
1142. Anchoa choerostoma
1143. Anchoa colonensis
1144. Anchoa compressa
1145. Anchoa cubana
1146. Anchoa curta
1147. Anchoa delicatissima
1148. Anchoa eigenmannia
1149. Anchoa exigua
1150. Anchoa filifera
1151. Anchoa helleri
1152. Anchoa hepsetus
1153. Anchoa ischana
1154. Anchoa januaria
1155. Anchoa lamprotaenia
1156. Anchoa lucida
1157. Anchoa lyolepis
1158. Anchoa marinii
1159. Anchoa mitchilli
1160. Anchoa mundeola
1161. Anchoa mundeoloides
1162. Anchoa nasus
1163. Anchoa panamensis
1164. Anchoa parva
1165. Anchoa pectoralis
1166. Anchoa scofieldi
1167. Anchoa spinifer
1168. Anchoa starksi
1169. Anchoa tricolor
1170. Anchoa trinitatis
1171. Anchoa walkeri
1172. Anchovia clupeoides
1173. Anchovia macrolepidota
1174. Anchovia surinamensis
1175. Anchoviella alleni
1176. Anchoviella balboae
1177. Anchoviella blackburni
1178. Anchoviella brevirostris
1179. Anchoviella carrikeri
1180. Anchoviella cayennensis
1181. Anchoviella elongata
1182. Anchoviella guianensis
1183. Anchoviella jamesi
1184. Anchoviella lepidentostole
1185. Anchoviella manamensis
1186. Anchoviella nattereri
1187. Anchoviella perezi
1188. Anchoviella perfasciata
1189. Anchoviella vaillanti
1190. Ancistrus aguaboensis
1191. Ancistrus bodenhameri
1192. Ancistrus bolivianus
1193. Ancistrus brevifilis
1194. Ancistrus brevipinnis
1195. Ancistrus bufonius
1196. Ancistrus caucanus
1197. Ancistrus centrolepis
1198. Ancistrus chagresi
1199. Ancistrus cirrhosus
1200. Ancistrus claro
1201. Ancistrus clementinae
1202. Ancistrus cryptophthalmus
1203. Ancistrus cuiabae
1204. Ancistrus damasceni
1205. Ancistrus dolichopterus
1206. Ancistrus dubius
1207. Ancistrus erinaceus
1208. Ancistrus eustictus
1209. Ancistrus formoso
1210. Ancistrus fulvus
1211. Ancistrus galani
1212. Ancistrus gymnorhynchus
1213. Ancistrus heterorhynchus
1214. Ancistrus hoplogenys
1215. Ancistrus jataiensis
1216. Ancistrus jelskii
1217. Ancistrus latifrons
1218. Ancistrus leucostictus
1219. Ancistrus lineolatus
1220. Ancistrus lithurgicus
1221. Ancistrus macrophthalmus
1222. Ancistrus maculatus
1223. Ancistrus malacops
1224. Ancistrus maracasae
1225. Ancistrus martini
1226. Ancistrus mattogrossensis
1227. Ancistrus megalostomus
1228. Ancistrus minutus
1229. Ancistrus montanus
1230. Ancistrus multispinis
1231. Ancistrus nudiceps
1232. Ancistrus occidentalis
1233. Ancistrus occloi
1234. Ancistrus parecis
1235. Ancistrus pirareta
1236. Ancistrus piriformis
1237. Ancistrus ranunculus
1238. Ancistrus reisi
1239. Ancistrus salgadae
1240. Ancistrus spinosus
1241. Ancistrus stigmaticus
1242. Ancistrus tamboensis
1243. Ancistrus taunayi
1244. Ancistrus temminckii
1245. Ancistrus tombador
1246. Ancistrus trinitatis
1247. Ancistrus triradiatus
1248. Ancistrus variolus
1249. Ancistrus verecundus
1250. Ancylopsetta antillarum
1251. Ancylopsetta cycloidea
1252. Ancylopsetta dendritica
1253. Ancylopsetta dilecta
1254. Ancylopsetta kumperae
1255. Ancylopsetta microctenus
1256. Ancylopsetta ommata
1257. Andamia amphibius
1258. Andamia heteroptera
1259. Andamia reyi
1260. Andamia tetradactylus
1261. Andersonia leptura
1262. Andriashevia aptera
1263. Andriashevicottus megacephalus
1264. Anduzedoras oxyrhynchus
1265. Anguilla anguilla
1266. Anguilla australis australis
1267. Anguilla australis schmidti
1268. Anguilla bengalensis bengalensis
1269. Anguilla bengalensis labiata
1270. Anguilla bicolor bicolor
1271. Anguilla bicolor pacifica
1272. Anguilla breviceps
1273. Anguilla celebesensis
1274. Anguilla dieffenbachii
1275. Anguilla interioris
1276. Anguilla japonica
1277. Anguilla malgumora
1278. Anguilla marmorata
1279. Anguilla megastoma
1280. Anguilla mossambica
1281. Anguilla nebulosa
1282. Anguilla nigricans
1283. Anguilla obscura
1284. Anguilla reinhardtii
1285. Anguilla rostrata
1286. Anisarchus macrops
1287. Anisarchus medius
1288. Anisochromis kenyae
1289. Anisochromis mascarenensis
1290. Anisochromis straussi
1291. Anisotremus caesius
1292. Anisotremus davidsonii
1293. Anisotremus dovii
1294. Anisotremus interruptus
1295. Anisotremus moricandi
1296. Anisotremus pacifici
1297. Anisotremus scapularis
1298. Anisotremus surinamensis
1299. Anisotremus taeniatus
1300. Anisotremus virginicus
1301. Annamia normani
1302. Anodontiglanis dahli
1303. Anodontostoma chacunda
1304. Anodontostoma selangkat
1305. Anodontostoma thailandiae
1306. Anodus elongatus
1307. Anodus orinocensis
1308. Anomalochromis thomasi
1309. Anomalops katoptron
1310. Anoplagonus inermis
1311. Anoplagonus occidentalis
1312. Anoplarchus insignis
1313. Anoplarchus purpurescens
1314. Anoplocapros amygdaloides
1315. Anoplocapros inermis
1316. Anoplocapros lenticularis
1317. Anoplocapros robustus
1318. Anoplogaster brachycera
1319. Anoplogaster cornuta
1320. Anoplopoma fimbria
1321. Anostomoides atrianalis
1322. Anostomoides laticeps
1323. Anostomoides passionis
1324. Anostomus anostomus
1325. Anostomus brevior
1326. Anostomus intermedius
1327. Anostomus longus
1328. Anostomus plicatus
1329. Anostomus spiloclistron
1330. Anostomus ternetzi
1331. Anostomus ucayalensis
1332. Anotopterus nikparini
1333. Anotopterus pharao
1334. Anotopterus vorax
1335. Anoxypristis cuspidata
1336. Antennablennius adenensis
1337. Antennablennius australis
1338. Antennablennius bifilum
1339. Antennablennius ceylonensis
1340. Antennablennius hypenetes
1341. Antennablennius simonyi
1342. Antennablennius variopunctatus
1343. Antennarius analis
1344. Antennarius avalonis
1345. Antennarius bermudensis
1346. Antennarius biocellatus
1347. Antennarius coccineus
1348. Antennarius commerson
1349. Antennarius dorehensis
1350. Antennarius duescus
1351. Antennarius hispidus
1352. Antennarius indicus
1353. Antennarius maculatus
1354. Antennarius multiocellatus
1355. Antennarius nummifer
1356. Antennarius ocellatus
1357. Antennarius pardalis
1358. Antennarius pauciradiatus
1359. Antennarius pictus
1360. Antennarius radiosus
1361. Antennarius randalli
1362. Antennarius rosaceus
1363. Antennarius sanguineus
1364. Antennarius sarasa
1365. Antennarius scriptissimus
1366. Antennarius senegalensis
1367. Antennarius striatus
1368. Antennatus flagellatus
1369. Antennatus linearis
1370. Antennatus strigatus
1371. Antennatus tuberosus
1372. Anthias anthias
1373. Anthias asperilinguis
1374. Anthias cyprinoides
1375. Anthias helenensis
1376. Anthias menezesi
1377. Anthias nicholsi
1378. Anthias noeli
1379. Anthias salmopunctatus
1380. Anthias tenuis
1381. Anthias woodsi
1382. Antigonia aurorosea
1383. Antigonia capros
1384. Antigonia combatia
1385. Antigonia eos
1386. Antigonia hulleyi
1387. Antigonia indica
1388. Antigonia kenyae
1389. Antigonia malayana
1390. Antigonia ovalis
1391. Antigonia quiproqua
1392. Antigonia rhomboidea
1393. Antigonia rubescens
1394. Antigonia rubicunda
1395. Antigonia saya
1396. Antigonia socotrae
1397. Antigonia undulata
1398. Antigonia xenolepis
1399. Antimora microlepis
1400. Antimora rostrata
1401. Antipodocottus elegans
1402. Antipodocottus galatheae
1403. Antipodocottus megalops
1404. Antipodocottus mesembrinus
1405. Anyperodon leucogrammicus
1406. Apagesoma australis
1407. Apagesoma delosommatus
1408. Apagesoma edentatum
1409. Apareiodon affinis
1410. Apareiodon argenteus
1411. Apareiodon cavalcante
1412. Apareiodon davisi
1413. Apareiodon gransabana
1414. Apareiodon hasemani
1415. Apareiodon ibitiensis
1416. Apareiodon itapicuruensis
1417. Apareiodon machrisi
1418. Apareiodon orinocensis
1419. Apareiodon piracicabae
1420. Apareiodon tigrinus
1421. Apareiodon vittatus
1422. Apareiodon vladii
1423. Apeltes quadracus
1424. Aphanius almiriensis
1425. Aphanius anatoliae anatoliae
1426. Aphanius apodus
1427. Aphanius asquamatus
1428. Aphanius baeticus
1429. Aphanius burdurensis
1430. Aphanius chantrei
1431. Aphanius danfordii
1432. Aphanius desioi
1433. Aphanius dispar dispar
1434. Aphanius dispar richardsoni
1435. Aphanius fasciatus
1436. Aphanius ginaonis
1437. Aphanius iberus
1438. Aphanius isfahanensis
1439. Aphanius mento
1440. Aphanius punctatus
1441. Aphanius saourensis
1442. Aphanius sirhani
1443. Aphanius sophiae
1444. Aphanius sureyanus
1445. Aphanius villwocki
1446. Aphanius vladykovi
1447. Aphanopus arigato
1448. Aphanopus beckeri
1449. Aphanopus capricornis
1450. Aphanopus carbo
1451. Aphanopus intermedius
1452. Aphanopus microphthalmus
1453. Aphanopus mikhailini
1454. Aphanotorulus ammophilus
1455. Aphanotorulus unicolor
1456. Aphareus furca
1457. Aphareus rutilans
1458. Aphia minuta
1459. Aphos porosus
1460. Aphredoderus sayanus
1461. Aphyocharacidium bolivianum
1462. Aphyocharacidium melandetum
1463. Aphyocharax agassizii
1464. Aphyocharax alburnus
1465. Aphyocharax anisitsi
1466. Aphyocharax colifax
1467. Aphyocharax dentatus
1468. Aphyocharax erythrurus
1469. Aphyocharax gracilis
1470. Aphyocharax nattereri
1471. Aphyocharax paraguayensis
1472. Aphyocharax pusillus
1473. Aphyocharax rathbuni
1474. Aphyocharax yekwanae
1475. Aphyocheirodon hemigrammus
1476. Aphyocypris chinensis
1477. Aphyocypris kikuchii
1478. Aphyocypris lini
1479. Aphyodite grammica
1480. Aphyolebias boticarioi
1481. Aphyolebias claudiae
1482. Aphyolebias manuensis
1483. Aphyolebias obliquus
1484. Aphyolebias peruensis
1485. Aphyolebias rubrocaudatus
1486. Aphyolebias schleseri
1487. Aphyolebias wischmanni
1488. Aphyonus bolini
1489. Aphyonus brevidorsalis
1490. Aphyonus gelatinosus
1491. Aphyonus rassi
1492. Aphyoplatys duboisi
1493. Aphyosemion abacinum
1494. Aphyosemion ahli
1495. Aphyosemion alpha
1496. Aphyosemion amoenum
1497. Aphyosemion aureum
1498. Aphyosemion australe
1499. Aphyosemion bamilekorum
1500. Aphyosemion bitaeniatum
1501. Aphyosemion bivittatum
1502. Aphyosemion bualanum
1503. Aphyosemion buytaerti
1504. Aphyosemion calliurum
1505. Aphyosemion cameronense
1506. Aphyosemion caudofasciatum
1507. Aphyosemion celiae
1508. Aphyosemion chauchei
1509. Aphyosemion christyi
1510. Aphyosemion citrineipinnis
1511. Aphyosemion coeleste
1512. Aphyosemion cognatum
1513. Aphyosemion congicum
1514. Aphyosemion cyanostictum
1515. Aphyosemion dargei
1516. Aphyosemion decorsei
1517. Aphyosemion deltaense
1518. Aphyosemion edeanum
1519. Aphyosemion elberti
1520. Aphyosemion elegans
1521. Aphyosemion escherichi
1522. Aphyosemion etsamense
1523. Aphyosemion exigoideum
1524. Aphyosemion exiguum
1525. Aphyosemion ferranti
1526. Aphyosemion franzwerneri
1527. Aphyosemion fulgens
1528. Aphyosemion gabunense boehmi
1529. Aphyosemion gabunense gabunense
1530. Aphyosemion gabunense marginatum
1531. Aphyosemion georgiae
1532. Aphyosemion guineense
1533. Aphyosemion hanneloreae hanneloreae
1534. Aphyosemion hanneloreae wuendschi
1535. Aphyosemion heinemanni
1536. Aphyosemion hera
1537. Aphyosemion herzogi
1538. Aphyosemion hofmanni
1539. Aphyosemion jeanpoli
1540. Aphyosemion joergenscheeli
1541. Aphyosemion kouamense
1542. Aphyosemion labarrei
1543. Aphyosemion lamberti
1544. Aphyosemion lefiniense
1545. Aphyosemion lividum
1546. Aphyosemion loennbergii
1547. Aphyosemion louessense
1548. Aphyosemion lugens
1549. Aphyosemion lujae
1550. Aphyosemion maculatum
1551. Aphyosemion maeseni
1552. Aphyosemion malumbresi
1553. Aphyosemion mimbon
1554. Aphyosemion ocellatum
1555. Aphyosemion ogoense
1556. Aphyosemion pascheni festivum
1557. Aphyosemion pascheni pascheni
1558. Aphyosemion passaroi
1559. Aphyosemion petersi
1560. Aphyosemion poliaki
1561. Aphyosemion polli
1562. Aphyosemion primigenium
1563. Aphyosemion punctatum
1564. Aphyosemion raddai
1565. Aphyosemion rectogoense
1566. Aphyosemion riggenbachi
1567. Aphyosemion schioetzi
1568. Aphyosemion schluppi
1569. Aphyosemion seegersi
1570. Aphyosemion splendopleure
1571. Aphyosemion striatum
1572. Aphyosemion thysi
1573. Aphyosemion tirbaki
1574. Aphyosemion trilineatus
1575. Aphyosemion viride
1576. Aphyosemion volcanum
1577. Aphyosemion wachtersi
1578. Aphyosemion wildekampi
1579. Aphyosemion zygaima
1580. Apionichthys asphyxiatus
1581. Apionichthys dumerili
1582. Apionichthys finis
1583. Apionichthys menezesi
1584. Apionichthys nattereri
1585. Apionichthys rosai
1586. Apionichthys sauli
1587. Apionichthys seripierriae
1588. Apistogramma acrensis
1589. Apistogramma agassizii
1590. Apistogramma alacrina
1591. Apistogramma amoena
1592. Apistogramma angayuara
1593. Apistogramma arua
1594. Apistogramma atahualpa
1595. Apistogramma baenschi
1596. Apistogramma barlowi
1597. Apistogramma bitaeniata
1598. Apistogramma borellii
1599. Apistogramma brevis
1600. Apistogramma cacatuoides
1601. Apistogramma caetei
1602. Apistogramma commbrae
1603. Apistogramma cruzi
1604. Apistogramma diplotaenia
1605. Apistogramma elizabethae
1606. Apistogramma eremnopyge
1607. Apistogramma eunotus
1608. Apistogramma geisleri
1609. Apistogramma gephyra
1610. Apistogramma gibbiceps
1611. Apistogramma gossei
1612. Apistogramma guttata
1613. Apistogramma hippolytae
1614. Apistogramma hoignei
1615. Apistogramma hongsloi
1616. Apistogramma huascar
1617. Apistogramma inconspicua
1618. Apistogramma iniridae
1619. Apistogramma inornata
1620. Apistogramma juruensis
1621. Apistogramma linkei
1622. Apistogramma luelingi
1623. Apistogramma maciliense
1624. Apistogramma macmasteri
1625. Apistogramma martini
1626. Apistogramma meinkeni
1627. Apistogramma mendezi
1628. Apistogramma moae
1629. Apistogramma nijsseni
1630. Apistogramma norberti
1631. Apistogramma ortmanni
1632. Apistogramma panduro
1633. Apistogramma pantalone
1634. Apistogramma paucisquamis
1635. Apistogramma payaminonis
1636. Apistogramma personata
1637. Apistogramma pertensis
1638. Apistogramma piauiensis
1639. Apistogramma pleurotaenia
1640. Apistogramma pulchra
1641. Apistogramma regani
1642. Apistogramma resticulosa
1643. Apistogramma rositae
1644. Apistogramma rubrolineata
1645. Apistogramma rupununi
1646. Apistogramma salpinction
1647. Apistogramma similis
1648. Apistogramma staecki
1649. Apistogramma steindachneri
1650. Apistogramma taeniata
1651. Apistogramma trifasciata
1652. Apistogramma tucurui
1653. Apistogramma uaupesi
1654. Apistogramma urteagai
1655. Apistogramma velifera
1656. Apistogramma viejita
1657. Apistogramma wapisana
1658. Apistogrammoides pucallpaensis
1659. Apistoloricaria condei
1660. Apistoloricaria laani
1661. Apistoloricaria listrorhinos
1662. Apistoloricaria ommation
1663. Apistops caloundra
1664. Apistus carinatus
1665. Aplatophis chauliodus
1666. Aplatophis zorro
1667. Apletodon dentatus bacescui
1668. Apletodon dentatus dentatus
1669. Apletodon incognitus
1670. Apletodon microcephalus
1671. Apletodon pellegrini
1672. Apletodon wirtzi
1673. Aploactis aspera
1674. Aploactisoma milesii
1675. Aplocheilichthys antinorii
1676. Aplocheilichthys atripinna
1677. Aplocheilichthys bracheti
1678. Aplocheilichthys brichardi
1679. Aplocheilichthys bukobanus
1680. Aplocheilichthys camerunensis
1681. Aplocheilichthys centralis
1682. Aplocheilichthys eduardensis
1683. Aplocheilichthys ehrichi
1684. Aplocheilichthys fuelleborni
1685. Aplocheilichthys hutereaui
1686. Aplocheilichthys jeanneli
1687. Aplocheilichthys kabae
1688. Aplocheilichthys katangae
1689. Aplocheilichthys keilhacki
1690. Aplocheilichthys kingii
1691. Aplocheilichthys kongoranensis
1692. Aplocheilichthys lacustris
1693. Aplocheilichthys lualabaensis
1694. Aplocheilichthys luluae
1695. Aplocheilichthys macrurus
1696. Aplocheilichthys maculatus
1697. Aplocheilichthys mahagiensis
1698. Aplocheilichthys matthesi
1699. Aplocheilichthys mediolateralis
1700. Aplocheilichthys meyburgi
1701. Aplocheilichthys moeruensis
1702. Aplocheilichthys myaposae
1703. Aplocheilichthys nigrolateralis
1704. Aplocheilichthys normani
1705. Aplocheilichthys omoculatus
1706. Aplocheilichthys pfaffi
1707. Aplocheilichthys pfefferi
1708. Aplocheilichthys rancureli
1709. Aplocheilichthys rudolfianus
1710. Aplocheilichthys schalleri
1711. Aplocheilichthys spilauchen
1712. Aplocheilichthys terofali
1713. Aplocheilichthys usanguensis
1714. Aplocheilichthys vanderbilti
1715. Aplocheilichthys vitschumbaensis
1716. Aplocheilus blockii
1717. Aplocheilus dayi
1718. Aplocheilus kirchmayeri
1719. Aplocheilus lineatus
1720. Aplocheilus panchax
1721. Aplocheilus parvus
1722. Aplocheilus werneri
1723. Aplochiton taeniatus
1724. Aplochiton zebra
1725. Aplodactylus arctidens
1726. Aplodactylus etheridgii
1727. Aplodactylus guttatus
1728. Aplodactylus punctatus
1729. Aplodactylus westralis
1730. Aplodinotus grunniens
1731. Apocryptes bato
1732. Apocryptodon madurensis
1733. Apocryptodon punctatus
1734. Apodichthys flavidus
1735. Apodichthys fucorum
1736. Apodichthys sanctaerosae
1737. Apodocreedia vanderhorsti
1738. Apogon abrogramma
1739. Apogon affinis
1740. Apogon albimaculosus
1741. Apogon albomarginata
1742. Apogon amboinensis
1743. Apogon americanus
1744. Apogon angustatus
1745. Apogon apogonoides
1746. Apogon argyrogaster
1747. Apogon aroubiensis
1748. Apogon aterrimus
1749. Apogon atradorsatus
1750. Apogon atricaudus
1751. Apogon atripes
1752. Apogon atrogaster
1753. Apogon aureus
1754. Apogon aurolineatus
1755. Apogon axillaris
1756. Apogon binotatus
1757. Apogon brevicaudata
1758. Apogon brevispinis
1759. Apogon bryx
1760. Apogon campbelli
1761. Apogon cantoris
1762. Apogon capricornis
1763. Apogon carinatus
1764. Apogon catalai
1765. Apogon cathetogramma
1766. Apogon caudicinctus
1767. Apogon cavitensis
1768. Apogon ceramensis
1769. Apogon chalcius
1770. Apogon cheni
1771. Apogon chrysopomus
1772. Apogon chrysotaenia
1773. Apogon cladophilos
1774. Apogon coccineus
1775. Apogon compressus
1776. Apogon cookii
1777. Apogon crassiceps
1778. Apogon cyanosoma
1779. Apogon cyanotaenia
1780. Apogon dammermani
1781. Apogon darnleyensis
1782. Apogon deetsie
1783. Apogon dhofar
1784. Apogon dianthus
1785. Apogon dispar
1786. Apogon diversus
1787. Apogon doederleini
1788. Apogon doryssa
1789. Apogon dovii
1790. Apogon ellioti
1791. Apogon endekataenia
1792. Apogon erythrinus
1793. Apogon euspilotus
1794. Apogon evermanni
1795. Apogon exostigma
1796. Apogon fasciatus
1797. Apogon flagelliferus
1798. Apogon flavus
1799. Apogon fleurieu
1800. Apogon fraenatus
1801. Apogon franssedai
1802. Apogon fukuii
1803. Apogon fuscomaculatus
1804. Apogon fusovatus
1805. Apogon gardineri
1806. Apogon gouldi
1807. Apogon griffini
1808. Apogon guadalupensis
1809. Apogon guamensis
1810. Apogon gularis
1811. Apogon hartzfeldii
1812. Apogon heptastygma
1813. Apogon hoevenii
1814. Apogon holotaenia
1815. Apogon hungi
1816. Apogon hyalosoma
1817. Apogon imberbis
1818. Apogon indicus
1819. Apogon ishigakiensis
1820. Apogon isus
1821. Apogon jenkinsi
1822. Apogon kallopterus
1823. Apogon kalosoma
1824. Apogon kautamea
1825. Apogon kiensis
1826. Apogon komodoensis
1827. Apogon lachneri
1828. Apogon lateralis
1829. Apogon lativittatus
1830. Apogon latus
1831. Apogon leptocaulus
1832. Apogon leptofasciatus
1833. Apogon limenus
1834. Apogon lineatus
1835. Apogon lineomaculatus
1836. Apogon maculatus
1837. Apogon maculiferus
1838. Apogon maculipinnis
1839. Apogon margaritophorus
1840. Apogon marquesensis
1841. Apogon melanoproctus
1842. Apogon melanopterus
1843. Apogon melanopus
1844. Apogon melas
1845. Apogon micromaculatus
1846. Apogon microspilos
1847. Apogon moluccensis
1848. Apogon monospilus
1849. Apogon mosavi
1850. Apogon multilineatus
1851. Apogon multitaeniatus
1852. Apogon mydrus
1853. Apogon nanus
1854. Apogon natalensis
1855. Apogon neotes
1856. Apogon niger
1857. Apogon nigripes
1858. Apogon nigripinnis
1859. Apogon nigrocincta
1860. Apogon nigrofasciatus
1861. Apogon nitidus
1862. Apogon norfolcensis
1863. Apogon notatus
1864. Apogon noumeae
1865. Apogon novaeguineae
1866. Apogon novemfasciatus
1867. Apogon ocellicaudus
1868. Apogon omanensis
1869. Apogon opercularis
1870. Apogon oxina
1871. Apogon oxygrammus
1872. Apogon pacificus
1873. Apogon pallidofasciatus
1874. Apogon parvulus
1875. Apogon pharaonis
1876. Apogon phenax
1877. Apogon photogaster
1878. Apogon pillionatus
1879. Apogon planifrons
1880. Apogon pleuron
1881. Apogon poecilopterus
1882. Apogon posterofasciatus
1883. Apogon properuptus
1884. Apogon pselion
1885. Apogon pseudomaculatus
1886. Apogon pseudotaeniatus
1887. Apogon quadrifasciatus
1888. Apogon quadrisquamatus
1889. Apogon quartus
1890. Apogon queketti
1891. Apogon quinquestriatus
1892. Apogon radcliffei
1893. Apogon regani
1894. Apogon regula
1895. Apogon relativus
1896. Apogon retrosella
1897. Apogon rhodopterus
1898. Apogon robbyi
1899. Apogon robinsi
1900. Apogon rubellus
1901. Apogon rubrifuscus
1902. Apogon rubrimacula
1903. Apogon rueppellii
1904. Apogon rufus
1905. Apogon sabahensis
1906. Apogon sangiensis
1907. Apogon schlegeli
1908. Apogon sealei
1909. Apogon selas
1910. Apogon semilineatus
1911. Apogon seminigracaudus
1912. Apogon semiornatus
1913. Apogon septemstriatus
1914. Apogon sialis
1915. Apogon sinus
1916. Apogon smithi
1917. Apogon spilurus
1918. Apogon spongicolus
1919. Apogon striatodes
1920. Apogon striatus
1921. Apogon susanae
1922. Apogon taeniatus
1923. Apogon taeniophorus
1924. Apogon taeniopterus
1925. Apogon talboti
1926. Apogon tchefouensis
1927. Apogon thermalis
1928. Apogon timorensis
1929. Apogon townsendi
1930. Apogon trimaculatus
1931. Apogon truncatus
1932. Apogon unicolor
1933. Apogon uninotatus
1934. Apogon unitaeniatus
1935. Apogon urostigma
1936. Apogon ventrifasciatus
1937. Apogon victoriae
1938. Apogon wassinki
1939. Apogon wilsoni
1940. Apogon zebrinus
1941. Apogonichthys landoni
1942. Apogonichthys ocellatus
1943. Apogonichthys perdix
1944. Apogonops anomalus
1945. Apolemichthys arcuatus
1946. Apolemichthys armitagei
1947. Apolemichthys griffisi
1948. Apolemichthys guezei
1949. Apolemichthys kingi
1950. Apolemichthys trimaculatus
1951. Apolemichthys xanthopunctatus
1952. Apolemichthys xanthotis
1953. Apolemichthys xanthurus
1954. Apomatoceros alleni
1955. Apopterygion alta
1956. Apopterygion oculus
1957. Aporops bilinearis
1958. Aposturisoma myriodon
1959. Aprion virescens
1960. Apristurus acanutus
1961. Apristurus albisoma
1962. Apristurus ampliceps
1963. Apristurus aphyodes
1964. Apristurus australis
1965. Apristurus brunneus
1966. Apristurus bucephalus
1967. Apristurus canutus
1968. Apristurus exsanguis
1969. Apristurus fedorovi
1970. Apristurus gibbosus
1971. Apristurus herklotsi
1972. Apristurus indicus
1973. Apristurus internatus
1974. Apristurus investigatoris
1975. Apristurus japonicus
1976. Apristurus kampae
1977. Apristurus laurussonii
1978. Apristurus longicephalus
1979. Apristurus macrorhynchus
1980. Apristurus macrostomus
1981. Apristurus manis
1982. Apristurus melanoasper
1983. Apristurus microps
1984. Apristurus micropterygeus
1985. Apristurus nasutus
1986. Apristurus parvipinnis
1987. Apristurus pinguis
1988. Apristurus platyrhynchus
1989. Apristurus profundorum
1990. Apristurus riveri
1991. Apristurus saldanha
1992. Apristurus sibogae
1993. Apristurus sinensis
1994. Apristurus spongiceps
1995. Apristurus stenseni
1996. Aprognathodon platyventris
1997. Apsilus dentatus
1998. Apsilus fuscus
1999. Apterichtus anguiformis
2000. Apterichtus ansp
2001. Apterichtus australis
2002. Apterichtus caecus
2003. Apterichtus equatorialis
2004. Apterichtus flavicaudus
2005. Apterichtus gracilis
2006. Apterichtus gymnocelus
2007. Apterichtus kendalli
2008. Apterichtus keramanus
2009. Apterichtus klazingai
2010. Apterichtus monodi
2011. Apterichtus moseri
2012. Apterichtus orientalis
2013. Apteronotus albifrons
2014. Apteronotus apurensis
2015. Apteronotus bonapartii
2016. Apteronotus brasiliensis
2017. Apteronotus camposdapazi
2018. Apteronotus caudimaculosus
2019. Apteronotus cuchillejo
2020. Apteronotus cuchillo
2021. Apteronotus ellisi
2022. Apteronotus eschmeyeri
2023. Apteronotus galvisi
2024. Apteronotus jurubidae
2025. Apteronotus leptorhynchus
2026. Apteronotus macrolepis
2027. Apteronotus macrostomus
2028. Apteronotus magdalenensis
2029. Apteronotus magoi
2030. Apteronotus mariae
2031. Apteronotus milesi
2032. Apteronotus rostratus
2033. Apteronotus spurrellii
2034. Apterygocampus epinnulatus
2035. Aptocyclus ventricosus
2036. Aptychotrema bougainvillii
2037. Aptychotrema rostrata
2038. Aptychotrema timorensis
2039. Aptychotrema vincentiana
2040. Aracana aurita
2041. Aracana ornata
2042. Araiocypris batodes
2043. Araiophos eastropas
2044. Arapaima gigas
2045. Archamia ataenia
2046. Archamia biguttata
2047. Archamia bilineata
2048. Archamia bleekeri
2049. Archamia buruensis
2050. Archamia flavofasciata
2051. Archamia fucata
2052. Archamia leai
2053. Archamia lineolata
2054. Archamia macroptera
2055. Archamia mozambiquensis
2056. Archamia pallida
2057. Archamia zosterophora
2058. Archistes biseriatus
2059. Archistes plumarius
2060. Archocentrus centrarchus
2061. Archocentrus multispinosus
2062. Archocentrus spinosissimus
2063. Archolaemus blax
2064. Archoplites interruptus
2065. Archosargus pourtalesii
2066. Archosargus probatocephalus
2067. Archosargus rhomboidalis
2068. Arcos decoris
2069. Arcos erythrops
2070. Arcos macrophthalmus
2071. Arcos poecilophthalmos
2072. Arcos rhodospilus
2073. Arctogadus borisovi
2074. Arctogadus glacialis
2075. Arctoscopus japonicus
2076. Arctozenus risso
2077. Arcygobius baliurus
2078. Arenigobius leftwichi
2079. Argentina aliceae
2080. Argentina australiae
2081. Argentina brucei
2082. Argentina elongata
2083. Argentina euchus
2084. Argentina georgei
2085. Argentina kagoshimae
2086. Argentina sialis
2087. Argentina silus
2088. Argentina sphyraena
2089. Argentina stewarti
2090. Argentina striata
2091. Argonectes longiceps
2092. Argonectes robertsi
2093. Argopleura chocoensis
2094. Argopleura conventus
2095. Argopleura diquensis
2096. Argopleura magdalenensis
2097. Argyripnus atlanticus
2098. Argyripnus brocki
2099. Argyripnus electronus
2100. Argyripnus ephippiatus
2101. Argyripnus iridescens
2102. Argyripnus pharos
2103. Argyrocottus zanderi
2104. Argyropelecus aculeatus
2105. Argyropelecus affinis
2106. Argyropelecus gigas
2107. Argyropelecus hemigymnus
2108. Argyropelecus lychnus
2109. Argyropelecus olfersii
2110. Argyropelecus sladeni
2111. Argyrops bleekeri
2112. Argyrops filamentosus
2113. Argyrops megalommatus
2114. Argyrops spinifer
2115. Argyrosomus amoyensis
2116. Argyrosomus beccus
2117. Argyrosomus coronus
2118. Argyrosomus heinii
2119. Argyrosomus hololepidotus
2120. Argyrosomus inodorus
2121. Argyrosomus japonicus
2122. Argyrosomus regius
2123. Argyrosomus thorpei
2124. Argyrozona argyrozona
2125. Arhynchobatis asperrimus
2126. Ariomma bondi
2127. Ariomma brevimanus
2128. Ariomma dollfusi
2129. Ariomma evermanni
2130. Ariomma indica
2131. Ariomma lurida
2132. Ariomma melanum
2133. Ariomma parini
2134. Ariomma regulus
2135. Ariopsis bonillai
2136. Ariopsis felis
2137. Ariosoma anago
2138. Ariosoma anagoides
2139. Ariosoma anale
2140. Ariosoma balearicum
2141. Ariosoma bauchotae
2142. Ariosoma coquettei
2143. Ariosoma gilberti
2144. Ariosoma howensis
2145. Ariosoma major
2146. Ariosoma marginatum
2147. Ariosoma mauritianum
2148. Ariosoma meeki
2149. Ariosoma megalops
2150. Ariosoma mellissii
2151. Ariosoma multivertebratum
2152. Ariosoma nancyae
2153. Ariosoma nigrimanum
2154. Ariosoma obud
2155. Ariosoma ophidiophthalmus
2156. Ariosoma opistophthalmus
2157. Ariosoma sazonovi
2158. Ariosoma scheelei
2159. Ariosoma selenops
2160. Ariosoma sereti
2161. Ariosoma shiroanago
2162. Ariosoma sokotranum
2163. Aristichthys nobilis
2164. Aristochromis christyi
2165. Aristostomias grimaldii
2166. Aristostomias lunifer
2167. Aristostomias polydactylus
2168. Aristostomias scintillans
2169. Aristostomias tittmanni
2170. Aristostomias xenostoma
2171. Arius acutirostris
2172. Arius africanus
2173. Arius arenarius
2174. Arius arius
2175. Arius brunellii
2176. Arius cous
2177. Arius dispar
2178. Arius festinus
2179. Arius gagora
2180. Arius gagorides
2181. Arius gigas
2182. Arius heudelotii
2183. Arius intermedius
2184. Arius jella
2185. Arius latiscutatus
2186. Arius leptonotacanthus
2187. Arius macracanthus
2188. Arius macrorhynchus
2189. Arius maculatus
2190. Arius madagascariensis
2191. Arius malabaricus
2192. Arius manillensis
2193. Arius microcephalus
2194. Arius nudidens
2195. Arius oetik
2196. Arius parkii
2197. Arius satparanus
2198. Arius sinensis
2199. Arius subrostratus
2200. Arius sumatranus
2201. Arius uncinatus
2202. Arius venosus
2203. Arnoglossus andrewsi
2204. Arnoglossus arabicus
2205. Arnoglossus armstrongi
2206. Arnoglossus aspilos
2207. Arnoglossus bassensis
2208. Arnoglossus boops
2209. Arnoglossus brunneus
2210. Arnoglossus capensis
2211. Arnoglossus dalgleishi
2212. Arnoglossus debilis
2213. Arnoglossus elongatus
2214. Arnoglossus fisoni
2215. Arnoglossus grohmanni
2216. Arnoglossus imperialis
2217. Arnoglossus japonicus
2218. Arnoglossus kessleri
2219. Arnoglossus laterna
2220. Arnoglossus macrolophus
2221. Arnoglossus marisrubri
2222. Arnoglossus micrommatus
2223. Arnoglossus muelleri
2224. Arnoglossus multirastris
2225. Arnoglossus nigrifrons
2226. Arnoglossus oxyrhynchus
2227. Arnoglossus polyspilus
2228. Arnoglossus rueppelii
2229. Arnoglossus sayaensis
2230. Arnoglossus scapha
2231. Arnoglossus septemventralis
2232. Arnoglossus tapeinosoma
2233. Arnoglossus tenuis
2234. Arnoglossus thori
2235. Arnoglossus waitei
2236. Arnoglossus yamanakai
2237. Arnoldichthys spilopterus
2238. Arothron caeruleopunctatus
2239. Arothron carduus
2240. Arothron diadematus
2241. Arothron firmamentum
2242. Arothron gillbanksii
2243. Arothron hispidus
2244. Arothron immaculatus
2245. Arothron inconditus
2246. Arothron leopardus
2247. Arothron manilensis
2248. Arothron mappa
2249. Arothron meleagris
2250. Arothron nigropunctatus
2251. Arothron reticularis
2252. Arothron stellatus
2253. Arrhamphus sclerolepis krefftii
2254. Arrhamphus sclerolepis sclerolepis
2255. Arripis georgianus
2256. Arripis trutta
2257. Arripis truttacea
2258. Arripis xylabion
2259. Artedidraco glareobarbatus
2260. Artedidraco loennbergi
2261. Artedidraco mirus
2262. Artedidraco orianae
2263. Artedidraco shackletoni
2264. Artedidraco skottsbergi
2265. Artediellichthys nigripinnis
2266. Artediellina antilope
2267. Artedielloides auriculatus
2268. Artediellus aporosus
2269. Artediellus atlanticus
2270. Artediellus camchaticus
2271. Artediellus dydymovi
2272. Artediellus fuscimentus
2273. Artediellus gomojunovi
2274. Artediellus ingens
2275. Artediellus miacanthus
2276. Artediellus minor
2277. Artediellus neyelovi
2278. Artediellus ochotensis
2279. Artediellus pacificus
2280. Artediellus scaber
2281. Artediellus schmidti
2282. Artediellus uncinatus
2283. Artedius corallinus
2284. Artedius fenestralis
2285. Artedius harringtoni
2286. Artedius lateralis
2287. Artedius notospilotus
2288. Aruma histrio
2289. Asarcenchelys longimanus
2290. Ascelichthys rhodorus
2291. Aseraggodes albidus
2292. Aseraggodes auroculus
2293. Aseraggodes bahamondei
2294. Aseraggodes beauforti
2295. Aseraggodes borehami
2296. Aseraggodes brevirostris
2297. Aseraggodes chapleaui
2298. Aseraggodes cheni
2299. Aseraggodes corymbus
2300. Aseraggodes cyaneus
2301. Aseraggodes cyclurus
2302. Aseraggodes diringeri
2303. Aseraggodes dubius
2304. Aseraggodes filiger
2305. Aseraggodes firmisquamis
2306. Aseraggodes guttulatus
2307. Aseraggodes haackeanus
2308. Aseraggodes heemstrai
2309. Aseraggodes heraldi
2310. Aseraggodes herrei
2311. Aseraggodes holcomi
2312. Aseraggodes jenny
2313. Aseraggodes kaianus
2314. Aseraggodes kimurai
2315. Aseraggodes klunzingeri
2316. Aseraggodes kobensis
2317. Aseraggodes lateralis
2318. Aseraggodes lenisquamis
2319. Aseraggodes longipinnis
2320. Aseraggodes macleayanus
2321. Aseraggodes magnoculus
2322. Aseraggodes matsuurai
2323. Aseraggodes melanostictus
2324. Aseraggodes microlepidotus
2325. Aseraggodes nigrocirratus
2326. Aseraggodes normani
2327. Aseraggodes ocellatus
2328. Aseraggodes orientalis
2329. Aseraggodes pelvicus
2330. Aseraggodes persimilis
2331. Aseraggodes ramsaii
2332. Aseraggodes satapoomini
2333. Aseraggodes senoui
2334. Aseraggodes sinusarabici
2335. Aseraggodes steinitzi
2336. Aseraggodes suzumotoi
2337. Aseraggodes texturatus
2338. Aseraggodes therese
2339. Aseraggodes umbratilis
2340. Aseraggodes whitakeri
2341. Aseraggodes winterbottomi
2342. Aseraggodes xenicus
2343. Aseraggodes zizette
2344. Askoldia variegata
2345. Aspasma minima
2346. Aspasmichthys ciconiae
2347. Aspasmodes briggsi
2348. Aspasmogaster costata
2349. Aspasmogaster liorhyncha
2350. Aspasmogaster occidentalis
2351. Aspasmogaster tasmaniensis
2352. Aspericorvina jubata
2353. Aspidontus dussumieri
2354. Aspidontus taeniatus
2355. Aspidontus tractus
2356. Aspidoparia jaya
2357. Aspidoparia morar
2358. Aspidoparia ukhrulensis
2359. Aspidophoroides bartoni
2360. Aspidophoroides monopterygius
2361. Aspidoras albater
2362. Aspidoras belenos
2363. Aspidoras brunneus
2364. Aspidoras carvalhoi
2365. Aspidoras depinnai
2366. Aspidoras eurycephalus
2367. Aspidoras fuscoguttatus
2368. Aspidoras lakoi
2369. Aspidoras maculosus
2370. Aspidoras menezesi
2371. Aspidoras microgalaeus
2372. Aspidoras pauciradiatus
2373. Aspidoras poecilus
2374. Aspidoras psammatides
2375. Aspidoras raimundi
2376. Aspidoras rochai
2377. Aspidoras spilotus
2378. Aspidoras taurus
2379. Aspidoras velites
2380. Aspidoras virgulatus
2381. Aspiolucius esocinus
2382. Aspiorhynchus laticeps
2383. Aspistor hardenbergi
2384. Aspistor luniscutis
2385. Aspistor parkeri
2386. Aspistor quadriscutis
2387. Aspitrigla cuculus
2388. Aspius aspius
2389. Aspius vorax
2390. Aspredinichthys filamentosus
2391. Aspredinichthys tibicen
2392. Aspredo aspredo
2393. Asprocottus abyssalis
2394. Asprocottus herzensteini
2395. Asprocottus intermedius
2396. Asprocottus korjakovi
2397. Asprocottus minor
2398. Asprocottus parmiferus
2399. Asprocottus platycephalus
2400. Asprocottus pulcher
2401. Asquamiceps caeruleus
2402. Asquamiceps hjorti
2403. Asquamiceps longmani
2404. Asquamiceps velaris
2405. Asra turcomanus
2406. Assessor flavissimus
2407. Assessor macneilli
2408. Assessor randalli
2409. Assiculoides desmonotus
2410. Assiculus punctatus
2411. Assurger anzac
2412. Astatoreochromis alluaudi
2413. Astatoreochromis straeleni
2414. Astatoreochromis vanderhorsti
2415. Astatotilapia calliptera
2416. Asterophysus batrachus
2417. Asterorhombus cocosensis
2418. Asterorhombus fijiensis
2419. Asterorhombus filifer
2420. Asterorhombus intermedius
2421. Asterropteryx atripes
2422. Asterropteryx bipunctata
2423. Asterropteryx ensifera
2424. Asterropteryx ovata
2425. Asterropteryx semipunctata
2426. Asterropteryx senoui
2427. Asterropteryx spinosa
2428. Asterropteryx striata
2429. Asthenomacrurus fragilis
2430. Asthenomacrurus victoris
2431. Astrabe fasciata
2432. Astrabe flavimaculata
2433. Astrabe lactisella
2434. Astrapogon alutus
2435. Astrapogon puncticulatus
2436. Astrapogon stellatus
2437. Astroblepus boulengeri
2438. Astroblepus brachycephalus
2439. Astroblepus caquetae
2440. Astroblepus chapmani
2441. Astroblepus chimborazoi
2442. Astroblepus chotae
2443. Astroblepus cirratus
2444. Astroblepus cyclopus
2445. Astroblepus eigenmanni
2446. Astroblepus festae
2447. Astroblepus fissidens
2448. Astroblepus formosus
2449. Astroblepus frenatus
2450. Astroblepus grixalvii
2451. Astroblepus guentheri
2452. Astroblepus heterodon
2453. Astroblepus homodon
2454. Astroblepus jurubidae
2455. Astroblepus labialis
2456. Astroblepus latidens
2457. Astroblepus longiceps
2458. Astroblepus longifilis
2459. Astroblepus mancoi
2460. Astroblepus mariae
2461. Astroblepus marmoratus
2462. Astroblepus micrescens
2463. Astroblepus mindoense
2464. Astroblepus nicefori
2465. Astroblepus orientalis
2466. Astroblepus peruanus
2467. Astroblepus phelpsi
2468. Astroblepus pholeter
2469. Astroblepus pirrensis
2470. Astroblepus praeliorum
2471. Astroblepus prenadillus
2472. Astroblepus regani
2473. Astroblepus rengifoi
2474. Astroblepus retropinnus
2475. Astroblepus riberae
2476. Astroblepus rosei
2477. Astroblepus sabalo
2478. Astroblepus santanderensis
2479. Astroblepus simonsii
2480. Astroblepus stuebeli
2481. Astroblepus supramollis
2482. Astroblepus taczanowskii
2483. Astroblepus theresiae
2484. Astroblepus trifasciatus
2485. Astroblepus ubidiai
2486. Astroblepus unifasciatus
2487. Astroblepus vaillanti
2488. Astroblepus vanceae
2489. Astroblepus ventralis
2490. Astroblepus whymperi
2491. Astrocottus leprops
2492. Astrocottus matsubarae
2493. Astrocottus oyamai
2494. Astrocottus regulus
2495. Astrodoras asterifrons
2496. Astronesthes atlanticus
2497. Astronesthes bilobatus
2498. Astronesthes boulengeri
2499. Astronesthes caulophorus
2500. Astronesthes chrysophekadion
2501. Astronesthes cyaneus
2502. Astronesthes cyclophotus
2503. Astronesthes decoratus
2504. Astronesthes dupliglandis
2505. Astronesthes exsul
2506. Astronesthes fedorovi
2507. Astronesthes formosana
2508. Astronesthes galapagensis
2509. Astronesthes gemmifer
2510. Astronesthes gibbsi
2511. Astronesthes gudrunae
2512. Astronesthes haplophos
2513. Astronesthes ijimai
2514. Astronesthes illuminatus
2515. Astronesthes indicus
2516. Astronesthes indopacificus
2517. Astronesthes karsteni
2518. Astronesthes kreffti
2519. Astronesthes lamellosus
2520. Astronesthes lampara
2521. Astronesthes leucopogon
2522. Astronesthes longiceps
2523. Astronesthes lucibucca
2524. Astronesthes lucifer
2525. Astronesthes luetkeni
2526. Astronesthes lupina
2527. Astronesthes macropogon
2528. Astronesthes martensii
2529. Astronesthes micropogon
2530. Astronesthes neopogon
2531. Astronesthes niger
2532. Astronesthes nigroides
2533. Astronesthes oligoa
2534. Astronesthes psychrolutes
2535. Astronesthes quasiindicus
2536. Astronesthes richardsoni
2537. Astronesthes similus
2538. Astronesthes spatulifer
2539. Astronesthes splendida
2540. Astronesthes tanibe
2541. Astronesthes tatyanae
2542. Astronesthes tchuvasovi
2543. Astronesthes trifibulatus
2544. Astronesthes zetgibbsi
2545. Astronesthes zharovi
2546. Astronotus crassipinnis
2547. Astronotus ocellatus
2548. Astroscopus guttatus
2549. Astroscopus sexspinosus
2550. Astroscopus y-graecum
2551. Astroscopus zephyreus
2552. Astyanacinus goyanensis
2553. Astyanacinus moorii
2554. Astyanacinus multidens
2555. Astyanacinus platensis
2556. Astyanax abramis
2557. Astyanax aeneus
2558. Astyanax alburnus
2559. Astyanax altior
2560. Astyanax altiparanae
2561. Astyanax angustifrons
2562. Astyanax anterior
2563. Astyanax aramburui
2564. Astyanax argyrimarginatus
2565. Astyanax armandoi
2566. Astyanax asuncionensis
2567. Astyanax atratoensis
2568. Astyanax bimaculatus
2569. Astyanax biotae
2570. Astyanax bockmanni
2571. Astyanax bourgeti
2572. Astyanax brachypterygium
2573. Astyanax brevirhinus
2574. Astyanax caucanus
2575. Astyanax chaparae
2576. Astyanax chico
2577. Astyanax clavitaeniatus
2578. Astyanax cordovae
2579. Astyanax correntinus
2580. Astyanax cremnobates
2581. Astyanax daguae
2582. Astyanax depressirostris
2583. Astyanax dnophos
2584. Astyanax eigenmanniorum
2585. Astyanax elachylepis
2586. Astyanax endy
2587. Astyanax erythropterus
2588. Astyanax fasciatus
2589. Astyanax fasslii
2590. Astyanax festae
2591. Astyanax filiferus
2592. Astyanax gisleni
2593. Astyanax giton
2594. Astyanax goyacensis
2595. Astyanax gracilior
2596. Astyanax guaporensis
2597. Astyanax guianensis
2598. Astyanax gymnogenys
2599. Astyanax hastatus
2600. Astyanax henseli
2601. Astyanax hermosus
2602. Astyanax integer
2603. Astyanax intermedius
2604. Astyanax ita
2605. Astyanax jacuhiensis
2606. Astyanax janeiroensis
2607. Astyanax jenynsii
2608. Astyanax jordani
2609. Astyanax kennedyi
2610. Astyanax kompi
2611. Astyanax kullanderi
2612. Astyanax lacustris
2613. Astyanax latens
2614. Astyanax laticeps
2615. Astyanax leonidas
2616. Astyanax leopoldi
2617. Astyanax lineatus
2618. Astyanax longior
2619. Astyanax maculisquamis
2620. Astyanax magdalenae
2621. Astyanax marionae
2622. Astyanax maximus
2623. Astyanax megaspilura
2624. Astyanax mexicanus
2625. Astyanax microlepis
2626. Astyanax microschemos
2627. Astyanax multidens
2628. Astyanax mutator
2629. Astyanax myersi
2630. Astyanax nasutus
2631. Astyanax nicaraguensis
2632. Astyanax obscurus
2633. Astyanax ojiara
2634. Astyanax orbignyanus
2635. Astyanax orthodus
2636. Astyanax pampa
2637. Astyanax paraguayensis
2638. Astyanax parahybae
2639. Astyanax paranae
2640. Astyanax paranahybae
2641. Astyanax paris
2642. Astyanax pedri
2643. Astyanax pelecus
2644. Astyanax pelegrini
2645. Astyanax poetzschkei
2646. Astyanax potaroensis
2647. Astyanax puka
2648. Astyanax pynandi
2649. Astyanax ribeirae
2650. Astyanax rivularis
2651. Astyanax robustus
2652. Astyanax ruberrimus
2653. Astyanax rupununi
2654. Astyanax saguazu
2655. Astyanax saltor
2656. Astyanax scabripinnis
2657. Astyanax schubarti
2658. Astyanax scintillans
2659. Astyanax siapae
2660. Astyanax stenohalinus
2661. Astyanax stilbe
2662. Astyanax superbus
2663. Astyanax symmetricus
2664. Astyanax taeniatus
2665. Astyanax totae
2666. Astyanax trierythropterus
2667. Astyanax troya
2668. Astyanax tumbayaensis
2669. Astyanax tupi
2670. Astyanax turmalinensis
2671. Astyanax unitaeniatus
2672. Astyanax utiariti
2673. Astyanax validus
2674. Astyanax varzeae
2675. Astyanax venezuelae
2676. Astyanax villwocki
2677. Asymbolus analis
2678. Asymbolus funebris
2679. Asymbolus galacticus
2680. Asymbolus occiduus
2681. Asymbolus pallidus
2682. Asymbolus parvus
2683. Asymbolus rubiginosus
2684. Asymbolus submaculatus
2685. Asymbolus vincenti
2686. Ataeniobius toweri
2687. Ataxolepis apus
2688. Ataxolepis henactis
2689. Ateleopus indicus
2690. Ateleopus japonicus
2691. Ateleopus natalensis
2692. Ateleopus purpureus
2693. Ateleopus tanabensis
2694. Atelomycterus baliensis
2695. Atelomycterus fasciatus
2696. Atelomycterus macleayi
2697. Atelomycterus marmoratus
2698. Atelomycterus marnkalha
2699. Atheresthes evermanni
2700. Atheresthes stomias
2701. Atherina boyeri
2702. Atherina breviceps
2703. Atherina hepsetus
2704. Atherina lopeziana
2705. Atherina presbyter
2706. Atherinason hepsetoides
2707. Atherinella alvarezi
2708. Atherinella ammophila
2709. Atherinella argentea
2710. Atherinella balsana
2711. Atherinella beani
2712. Atherinella blackburni
2713. Atherinella brasiliensis
2714. Atherinella callida
2715. Atherinella chagresi
2716. Atherinella colombiensis
2717. Atherinella crystallina
2718. Atherinella elegans
2719. Atherinella eriarcha
2720. Atherinella guatemalensis
2721. Atherinella guija
2722. Atherinella hubbsi
2723. Atherinella jiloaensis
2724. Atherinella lisa
2725. Atherinella marvelae
2726. Atherinella meeki
2727. Atherinella milleri
2728. Atherinella nepenthe
2729. Atherinella nesiotes
2730. Atherinella nocturna
2731. Atherinella pachylepis
2732. Atherinella pallida
2733. Atherinella panamensis
2734. Atherinella pellosemeion
2735. Atherinella robbersi
2736. Atherinella sallei
2737. Atherinella sardina
2738. Atherinella schultzi
2739. Atherinella serrivomer
2740. Atherinella starksi
2741. Atherinella venezuelae
2742. Atherinomorus aetholepis
2743. Atherinomorus balabacensis
2744. Atherinomorus capricornensis
2745. Atherinomorus duodecimalis
2746. Atherinomorus endrachtensis
2747. Atherinomorus insularum
2748. Atherinomorus lacunosus
2749. Atherinomorus lineatus
2750. Atherinomorus regina
2751. Atherinomorus stipes
2752. Atherinomorus vaigiensis
2753. Atherinops affinis
2754. Atherinopsis californiensis
2755. Atherinosoma elongata
2756. Atherinosoma microstoma
2757. Atherion africanus
2758. Atherion elymus
2759. Atherion maccullochi
2760. Atlantoraja castelnaui
2761. Atlantoraja cyclophora
2762. Atlantoraja platana
2763. Atopochilus chabanaudi
2764. Atopochilus christyi
2765. Atopochilus macrocephalus
2766. Atopochilus mandevillei
2767. Atopochilus pachychilus
2768. Atopochilus savorgnani
2769. Atopochilus vogti
2770. Atopocottus tribranchius
2771. Atopodontus adriaensi
2772. Atopomesus pachyodus
2773. Atractodenchelys phrix
2774. Atractodenchelys robinsorum
2775. Atractoscion aequidens
2776. Atractoscion nobilis
2777. Atractosteus spatula
2778. Atractosteus tristoechus
2779. Atractosteus tropicus
2780. Atrilinea macrolepis
2781. Atrilinea macrops
2782. Atrilinea roulei
2783. Atrobucca adusta
2784. Atrobucca alcocki
2785. Atrobucca antonbruun
2786. Atrobucca bengalensis
2787. Atrobucca brevis
2788. Atrobucca geniae
2789. Atrobucca kyushini
2790. Atrobucca marleyi
2791. Atrobucca nibe
2792. Atrobucca trewavasae
2793. Atrophacanthus japonicus
2794. Atropus atropos
2795. Atrosalarias fuscus fuscus
2796. Atrosalarias fuscus holomelas
2797. Atrosalarias hosokawai
2798. Attonitus bounites
2799. Attonitus ephimeros
2800. Attonitus irisae
2801. Atule mate
2802. Atypichthys latus
2803. Atypichthys strigatus
2804. Auchenionchus crinitus
2805. Auchenionchus microcirrhis
2806. Auchenionchus variolosus
2807. Auchenipterichthys coracoideus
2808. Auchenipterichthys longimanus
2809. Auchenipterichthys punctatus
2810. Auchenipterichthys thoracatus
2811. Auchenipterus ambyiacus
2812. Auchenipterus brachyurus
2813. Auchenipterus brevior
2814. Auchenipterus britskii
2815. Auchenipterus demerarae
2816. Auchenipterus dentatus
2817. Auchenipterus fordicei
2818. Auchenipterus menezesi
2819. Auchenipterus nigripinnis
2820. Auchenipterus nuchalis
2821. Auchenipterus osteomystax
2822. Auchenoceros punctatus
2823. Auchenoglanis biscutatus
2824. Auchenoglanis occidentalis
2825. Aulacocephalus temminckii
2826. Aulastomatomorpha phospherops
2827. Aulichthys japonicus
2828. Aulixidens eugeniae
2829. Aulohalaelurus kanakorum
2830. Aulohalaelurus labiosus
2831. Aulonocara aquilonium
2832. Aulonocara auditor
2833. Aulonocara baenschi
2834. Aulonocara brevinidus
2835. Aulonocara brevirostre
2836. Aulonocara ethelwynnae
2837. Aulonocara gertrudae
2838. Aulonocara guentheri
2839. Aulonocara hansbaenschi
2840. Aulonocara hueseri
2841. Aulonocara jacobfreibergi
2842. Aulonocara koningsi
2843. Aulonocara korneliae
2844. Aulonocara macrochir
2845. Aulonocara maylandi kandeensis
2846. Aulonocara maylandi maylandi
2847. Aulonocara nyassae
2848. Aulonocara rostratum
2849. Aulonocara saulosi
2850. Aulonocara steveni
2851. Aulonocara stonemani
2852. Aulonocara stuartgranti
2853. Aulonocara trematocephalum
2854. Aulonocranus dewindti
2855. Aulopareia atripinnatus
2856. Aulopareia janetae
2857. Aulopareia unicolor
2858. Aulopus bajacali
2859. Aulopus cadenati
2860. Aulopus curtirostris
2861. Aulopus damasi
2862. Aulopus diactithrix
2863. Aulopus filamentosus
2864. Aulopus formosanus
2865. Aulopus japonicus
2866. Aulopus microps
2867. Aulopus milesii
2868. Aulopus purpurissatus
2869. Aulopyge huegelii
2870. Aulorhynchus flavidus
2871. Aulostomus chinensis
2872. Aulostomus maculatus
2873. Aulostomus strigosus
2874. Aulotrachichthys latus
2875. Aulotrachichthys prosthemius
2876. Auriglobus amabilis
2877. Auriglobus modestus
2878. Auriglobus nefastus
2879. Auriglobus remotus
2880. Australoheros charrua
2881. Australoheros facetus
2882. Australoheros forquilha
2883. Australoheros guarani
2884. Australoheros kaaygua
2885. Australoheros minuano
2886. Australoheros ribeirae
2887. Australoheros scitulus
2888. Australoheros tembe
2889. Austrobatrachus foedus
2890. Austrofundulus guajira
2891. Austrofundulus leohoignei
2892. Austrofundulus leoni
2893. Austrofundulus limnaeus
2894. Austrofundulus myersi
2895. Austrofundulus rupununi
2896. Austrofundulus transilis
2897. Austroglanis barnardi
2898. Austroglanis gilli
2899. Austroglanis sclateri
2900. Austroglossus microlepis
2901. Austroglossus pectoralis
2902. Austrolabrus maculatus
2903. Austrolebias adloffi
2904. Austrolebias affinis
2905. Austrolebias alexandri
2906. Austrolebias apaii
2907. Austrolebias arachan
2908. Austrolebias bellottii
2909. Austrolebias carvalhoi
2910. Austrolebias charrua
2911. Austrolebias cinereus
2912. Austrolebias cyaneus
2913. Austrolebias duraznensis
2914. Austrolebias gymnoventris
2915. Austrolebias ibicuiensis
2916. Austrolebias jaegari
2917. Austrolebias juanlangi
2918. Austrolebias litzi
2919. Austrolebias luteoflammulatus
2920. Austrolebias luzardoi
2921. Austrolebias melanoorus
2922. Austrolebias minuano
2923. Austrolebias nachtigalli
2924. Austrolebias nigripinnis
2925. Austrolebias nigrofasciatus
2926. Austrolebias nioni
2927. Austrolebias nonoiuliensis
2928. Austrolebias paranaensis
2929. Austrolebias patriciae
2930. Austrolebias paucisquama
2931. Austrolebias periodicus
2932. Austrolebias robustus
2933. Austrolebias salviai
2934. Austrolebias toba
2935. Austrolebias univentripinnis
2936. Austrolebias vandenbergi
2937. Austrolebias varzeae
2938. Austrolebias vazferreirai
2939. Austrolebias viarius
2940. Austrolethops wardi
2941. Austrolycus depressiceps
2942. Austrolycus laticinctus
2943. Austronibea oedogenys
2944. Auxis rochei eudorax
2945. Auxis rochei rochei
2946. Auxis thazard brachydorax
2947. Auxis thazard thazard
2948. Avocettina acuticeps
2949. Avocettina bowersii
2950. Avocettina infans
2951. Avocettina paucipora
2952. Awaous acritosus
2953. Awaous aeneofuscus
2954. Awaous banana
2955. Awaous commersoni
2956. Awaous flavus
2957. Awaous grammepomus
2958. Awaous guamensis
2959. Awaous lateristriga
2960. Awaous litturatus
2961. Awaous melanocephalus
2962. Awaous nigripinnis
2963. Awaous ocellaris
2964. Awaous personatus
2965. Awaous tajasica
2966. Axelrodia lindeae
2967. Axelrodia riesei
2968. Axelrodia stigmatias
2969. Axoclinus cocoensis
2970. Axoclinus lucillae
2971. Axoclinus multicinctus
2972. Axoclinus nigricaudus
2973. Axoclinus rubinoffi
2974. Ayarnangra estuarius
2975. Aztecula sallaei
2976. Azurina eupalama
2977. Azurina hirundo
2978. Azygopterus corallinus
2979. Azygopus pinnifasciatus